# Mallochohelea atripes
Mallochohelea atripes är en tvåvingeart som beskrevs av Wirth 1962. Mallochohelea atripes ingår i släktet Mallochohelea och familjen svidknott. Inga underarter finns listade i Catalogue of Life.